# Vlag van Bahrein
De nationale vlag van Bahrein bestaat uit een witte band aan de linker zijde gescheiden van een rood vlak door vijf witte driehoeken die samen een zigzag lijn vormen. Een soortgelijk patroon is te vinden op het wapenschild van Bahrein. De vlag werd in de huidige vorm op 14 februari 2002 aangenomen.

## Geschiedenis
De oudste bekende vlag van Bahrein was helemaal rood. Rood is de traditionele kleur van de vlaggen van de staten aan de Perzische Golf. In de 19e eeuw werd de witte band toegevoegd om de wapenstilstand met de buurlanden te benadrukken. Voor het onderscheid met de vlaggen van buurlanden werden de zigzaggende driehoeken toegevoegd. Oorspronkelijk waren er dit meer dan vijf. Op 14 februari 2002 werd het aantal driehoeken gereduceerd tot vijf, zodat de vijf driehoeken symbool kunnen staan voor de vijf zuilen van de islam.

? Vlag van Bahrein voor 1820.
? Vlag van Bahrein tussen 1820 en 1932.
? Vlag van Bahrein tussen 1932 en 1972.
? Vlag van Bahrein tussen 1972 en 2002.

## Koninklijke standaard

Koninklijke standaard van Bahrein.